# 8468 Рондастрауд
8468 Рондастрауд (8468 Rhondastroud, 1981 EA40) — астероїд головного поясу, відкритий 2 березня 1981 року.
Тіссеранів параметр щодо Юпітера — 3.172.